# Tropidion silvestre
Tropidion silvestre är en skalbaggsart som först beskrevs av Martins 1965.  Tropidion silvestre ingår i släktet Tropidion och familjen långhorningar. Inga underarter finns listade i Catalogue of Life.